# マメガムシ
マメガムシ Regimbartia attenuata (Fabricius, 1801) は、ガムシ科の昆虫の1つで、体長5mm足らずの真っ黒な水生昆虫である。近年、カエルに喰われても腸を抜けて生きたまま出てくることが発見された。

## 特徴
黒くて紡錘形の甲虫。体長は3.5～4mm。概形としては紡錘形をしており、背面は強く盛り上がっており、体色は光沢のある黒で、多少とも金属光沢を帯びている。また背面にはまばらに微細な毛がある。頭部はほぼ半円形をしており、下を向いて着き、小さな黒点が密にある。複眼は僅かに盛り上がっている。触角は玉桿以外、それに両髭は末端部以外が黄褐色をしている。前胸背は左右に長いが中央が強く盛り上がっている。その幅は前端の幅が中央の約半分で、前の縁の両側はほぼ直角になって降り、後ろの両端は丸くなっている。その表面にはほぼ一様に小さな点刻があり、外側でやや密となっている。小楯板は長い三角形をしており、小さな点刻が密にある。鞘翅にはそれぞれ10列の点刻の列があり、それらは中央前方付近からは点刻を含む縦溝となって後方に向かってやや深くなる。それらの列の間には更に小さな点刻がある。体の下面は黒で細かな毛が密生する。中胸腹板はその中央部が明らかな板状となっており、前角に1個の歯状の突起がある。歩脚は黒褐色でそこにある棘と跗節の端は赤褐色を呈する。
幼生は以下のような形である（3齢幼虫）。後気門式（第10気門のみ開いており、それより前のものは閉じている）であり、胴部はやや細身で剛毛状の強い突起がある。体の側面はやや平行で、胸部と腹部には長いものから短いものまでの膜状の突出部がある。体色は灰白色でキチン化した部分は褐色を帯び、頭部は黄褐色。1対の気門が中胸に、8対が腹部の体節にある。中胸と腹部の1~2節の気門は強く突出しているが、腹部の4～7節のそれはほとんど検知しがたく、ほぼ退化しているように見える。最後の1対は小房の中に開口し、大きくて輪状で、この最後の1対のみが機能を持ち、それ以前のものは働いていない。

## 分布
日本では本州、四国、九州、琉球列島で見られ、国外では台湾、中国、東南アジア、インド、スリランカ、パキスタン、アフガニスタン、アラビア、オーストラリア北部にまで分布する。

## 習性など
夏季には普通に見られる。普通は止水域、たとえば水田や湿地に見られ、時に緩やかな流水域でも見られ、また夜間には成虫が灯火に来ることもある。
卵包は基質の上に置かれる。

### カエルに捕食された場合
本種の捕食者であるカエル類に捕食された場合に、本種が自らその消化管を通って生きたまま脱出することが可能であることが明らかにされている。本種が生息する湿地にはトノサマガエルが多く、このカエルはその地域において陸生水生両方の昆虫を捕食するので、本種の潜在的捕食者と考えられる。そこで本種のこのカエルに対する反応を調べるするために、実験室内においてこの両種を一緒にしたところ、カエルは全て本種を飲み込んだが、飲み込まれた本種の93.3%が4時間以内に生きたまま排出された。排出された本種は往々に糞に包まれていたが、本種は排出されるとすぐにそこから抜け出して泳ぎだした。そこで更に他の4種のカエルで調べたところ、以下のような率で生きたまま排出された（後の数値は排出時間の平均と生存率）。
- ダルマガエル：1.2時間後・66.7％
- ツチガエル：2.2時間後・75％
- ヌマガエル：1.2時間後・87.5%
- ニホンアマガエル：2.7時間後・100％

それらの生きて排出された本種は排出の後もその94.4％が排出の後に少なくとも2週間は生存した。
他の昆虫では、ということでキベリヒラタガムシ Enochrus japonicus をトノサマガエルに与えたところ、24時間後に排出され、その全ての個体は死んで消化されていた。本種の場合でもその歩脚をワックスで固めてカエルに与えた場合には24時間後に排出され、全て死んでいた。カエル類の捕食では飲み込む前に獲物を殺すことは希で、普通は生きたまま丸呑みし、そのために獲物を殺す働きは消化器官に大きく依存していると考えられる。本種は飲み込まれた時にその足を使って素早く消化管を通り抜けることでそれを免れ、捕食されても生きて脱出することが出来ると考えられる。
なお、Sugiura (2020) は本種のこのような脱出の行動が水生昆虫としての適応に依って可能となっていること、鞘翅の下に空気を蓄えられること、硬いキチン質の外骨格が滑らかな形をしていること、歩脚が遊泳を可能にしていることなどがカエルの消化管内を生きたまま素早く通り抜けることを可能にしている点を指摘し、同様な形態の他の水生昆虫でもそれが可能である可能性を示唆している。

## 分類
本種を含む属 Regimbartia は世界に10種ほどが知られ、本種はこの属のタイプ種である。